# Miche (empresa)

Miche es una empresa italiana de componentes para bicicletas  con sede en San Vendemiano en la provincia italiana de Treviso, que fue fundada por Ferdinando Michelin en 1909.
La línea de componentes de bicicleta Miche se centra principalmente en el ciclismo en carretera. La compañía también produce componentes para las ciclismo en pista y son los patrocinadores de equipo ciclista Miche.